# The National
The National — американський інді-рок гурт, сформований 1999 року в Цинциннаті, штат Огайо. Наразі колектив базується у Брукліні та складається з Метта Бернінгера (вокал), Аарона Десснера (гітара, клавішні), Брайса Десснера (гітара), Скотта Девендорфа (бас-гітара) та Брайана Девендорфа (ударні).
Заснований Бернінгером, Аароном Десснером та братами Девендорфами, гурт видав свій дебютний альбом, The National, у 2001 році на власному лейблі Brassland Records. Під час запису Sad Songs for Dirty Lovers (2003) до колективу приєднався Брайс Десснер.
У 2005 році The National підписали контракт з Beggars Banquet Records та записали свій третій альбом, комерційно і критично успішний Alligator. Наступні дві платівки, Boxer (2007) та High Violet (2010), принесли колективові світову славу. Шостий альбом The National, Trouble Will Find Me (2013), було номіновано на премію Ґреммі за найкращий альтернативний альбом у 2014 році.
Критики порівнюють звучання The National з такими виконавцями, як Joy Division, Леонард Коен, Interpol, Wilco, Depeche Mode та Nick Cave and the Bad Seeds. Чотири платівки гурту увійшли до списку 500 найкращих альбомів усіх часів за версією NME.

## Учасники гурту
- Метт Бернінгер — вокал (з 1999)
- Аарон Десснер — гітара, бас-гітара, фортепіано, клавішні, гармоніка, мандола, бек-вокал (з 1999)
- Брайс Десснер — гітара, клавішні, фортепіано, бек-вокал (з 2001)
- Брайан Девендорф — ударні, перкусія, бек-вокал (з 1999)
- Скотт Девендорф — бас-гітара, гітара, бек-вокал (з 1999)

## Дискографія
- The National (2001)
- Sad Songs for Dirty Lovers (2003)
- Alligator (2005)
- Boxer (2007)
- High Violet (2010)
- Trouble Will Find Me (2013)
- Sleep Well Beast (2017)
- I Am Easy to Find (2019)
- First Two Pages of Frankenstein (2023)
- Laugh Track (2023)

## Цікаві факти
- Кліп на пісню «Sea of Love»[1] був знятий під впливом кліпу російського гурту «Звуки Му»[2].
- Пісня «Don't Swallow the Cap»[3] присвячена письменнику, поету та драматургу Теннессі Вільямсу.